# Jody Viviani
Jody Viviani (La Ciotat, Francia, 25 de enero de 1982) es un futbolista francés, que se desempeña como portero y que actualmente milita en el Skoda Xanthi de la Superliga de Grecia.

## Clubes
| Club            | País    | Año           |
| --------------- | ------- | ------------- |
| Montpellier HSC | Francia | 1998 - 2005   |
| Saint Etienne   | Francia | 2005-2009     |
| Grenoble Foot   | Francia | 2009-2011     |
| Skoda Xanthi    | Grecia  | 2011-presente |